# 유키역 (히로시마현)
유키역(일본어: 油木駅)은 일본 히로시마현 쇼바라시에 위치한 서일본 여객철도 기스키 선의 철도역이다. 단선 승강장 1면 1선의 구조를 갖춘 지상역이다.

## 역 주변
- 국도 제314호선

## 역사
- 1937년 12월 12일 : 기스키 선의 야카와 역 - 빈고오치아이 역간 연장에 의해 개업.
- 1987년 4월 1일 : 일본국유철도 분할 민영화에 의해, 서일본 여객철도가 승계.

## 인접 역
| 서일본 여객철도 기스키 선 | 서일본 여객철도 기스키 선 | 서일본 여객철도 기스키 선      |
| ------------------------- | ------------------------- | ------------------------------ |
| 미노하라 신지 방면        | ■ 기스키 선               | 빈고오치아이 빈고오치아이 방면 |